# Thanksgiving's Eve
Thanksgiving's Eve è il mixtape di debutto del rapper statunitense Yung Gravy, pubblicato il 24 dicembre 2016

## Tracce
1. Splashmountain – 4:04
2. Ms. Gravystone – 3:04
3. You Betcha – 4:02
4. Flex on Christmas – 2:44
5. Apple Jacks – 2:13
6. Karen Pt. 2 – 1:41